# Заповедь строительства Скинии и Храма
Заповедь строительства Скинии и Храма — в еврейской Галахе повеление из поколения в поколение возводить Моиисееву скинию и новый Иерусалимский храм, — центров священнослужения еврейского народа и принесения жертвоприношения Единому Богу.

## Источник заповеди
Согласно Книге Исход, повеление о строительстве Скинии Моисей получил на горе Синай, ещё до получения скрижалей Завета. Это повеление приводится в Библии целиком, с большим количеством деталей и занимает около 7 глав (Исх. 25—31).
Скиния была построена в пустыне по образцу показанному Моше (Моисею) на горе Синай (Исх. 25). Первый Храм был построен в столице Израильского царства — Иерусалиме (более чем через четыреста лет после строительства Скинии) — царём и пророком Соломоном в соответствии с рекомендациями его отца — царя Давида, разработавшего план строительства Храма вместе с членами Синедриона (Сангедрина) также по Откровению свыше (1Пар. 28).

## Предназначение Скинии и Храма в Иудаизме
Не составляет труда понять назначение языческих храмов, ведь языческие божества имеют облик, и соответственно должны где-то обитать. Их естественно помещать в священные обители. Однако как объяснить, что Бог Израиля, который, по свидетельству Библии, не может иметь никакого облика, Тот, в ком заключен весь мир, выбирает для своего присутствия некое строение?
В иудаизме существует два основных мнения по вопросу о назначении Храма. С одной стороны, строительство Скинии, а позже и Храма, рассматривается как некое снисхождение к человеческой природе, в лучшем случае некое средство; с другой, напротив, Храм представляет собой вершину всех мыслимых совершенств. Оба эти подхода напрямую связаны с разногласием относительно датировки получения заповеди о постройке Скинии.
- Согласно первой версии[2], заповедь о строительстве Скинии была дана в Йом Кипур, то есть в тот день, когда Всевышний простил евреям грех Золотого тельца. До этого греха не было необходимости в Храме, так как Шехина (Слава Божия), обитала среди народа.[3]

Высказывания, ставящие под сомнение важность и осмысленность Храма, можно найти и в самом Танахе:

Так сказал Господь: Небо — престол Мой, а земля — подножие ног Моих. Что за дом вы можете построить Мне? И что это за место, в котором Я упокоюсь?
— Ис. 66:1
Сходный подход встречается и в классических еврейских источниках. Многие еврейские средневековые философы-рационалисты (а вслед за ними и философы более поздних веков, вплоть до нашего времени) считали, что Храм, данный евреям после истории Золотого тельца, нужен только для отдаления евреев от идолопоклонства и перехода к другим, более возвышенным формам культа.
- В то же время, в другом авторитетном источнике[5] утверждается, что законы о постройке Скинии были даны на горе Синай, то есть в данном случае Писание придерживается хронологического порядка изложения. Согласно этому мнению, Храм является точкой соприкосновения земли с небом и изначально необходимым компонентом мироздания.

«Храм, прообраз мироздания, назван „вратами небес“, ибо Божественный свет исходит из высшего мира в нижний и наполняет Храм, а из Храма распространяется по всей земле, и каждый элемент мира получает предназначенный ему свет из соответствующей детали Храма»— р. Йешая Галеви Горовиц, (XVI в.), «Шней лухот а-Брит»
.
Таким образом, в иудаизме существует два образа понимания предназначения и смысла Храма, один расценивает его как ценность прикладную, второй — как безусловную.
Так или иначе, Творец, без всякого сомнения, выше любого здания — Он не нуждается в «жилой площади», не нуждается в жертвоприношениях, воскурениях, возлияниях и т. п. Всюду в тексте Писания, где сказано: «Моя жертва», «Мой хлеб», имеется в виду: «жертва, посвящённая Мне», «хлеб, посвящённый Мне».

«Следует отметить, что в Торе сказано не „Я буду обитать В нём“, но „Я буду обитать среди них“, то есть среди людей. Это означает, что Слава Божия проявляется не столько через сам Храм, сколько через народ, построивший его. Не Храм является причиной раскрытия Славы Божией, а самоотверженное желание людей ощутить руку Всевышнего, управляющего миром везде и повсюду»— Сончино

«Сказано: «Пусть сделают они Мне святилище, и буду обитать среди [или: внутри] них» (Исх. 25:8) — в них, людях, а не в нём, в святилище. Все мы должны воздвигнуть Скинию в наших сердцах, дабы Бог обитал там.»— Мальбим
Тем самым, еврейские пророки и законоучители неоднократно подчёркивали тот факт, что Храм нужен не Богу, а самим людям.

## Заповедь строительства Храма в наше время
Согласно иудаизму, Храм будет восстановлен на прежнем месте, на Храмовой горе в Иерусалиме и станет духовным центром для еврейского народа и всего человечества (Иез. 40—43).
По поводу процесса восстановления третьего Храма среди еврейских законоучителей нет единого мнения. Основных мнений два:
- Крупнейший еврейский комментатор Торы и Талмуда Раши[8] считает, что Храм чудесным образом появится уже полностью отстроенным, останется лишь пристроить ворота и укрепления.
- Великий еврейский философ Маймонид (Рамбам)[9] пишет, что Храм построит царь-Мессия (помазанник), после того как укрепит свой престол. Подобно тому, как это было во времена Давида и Соломона: после разгрома Давидом врагов Израиля его сын Соломон построил Храм. Тем самым, если будущий царь-помазанник действительно сможет это сделать, это будет неоспоримым свидетельством того, что он и есть Мессия, которого еврейский народ так долго ждал.

Многие сочетают оба этих подхода:
- Саадия Гаон говорит, что вначале народ построит Храм, а потом на него опустится Шехина (Слава Божия), как это произошло во времена Моисея и во времена царя Соломона.
- По мнению Махарша[10], третий Храм соединит в себе все синагоги мира, которые чудесным образом соберутся в одном месте и составят третий Храм, который будет спущен с небес уже полностью отстроенным.

Вместе с тем, существует также мнение, что Храм будет построен людьми и, возможно, даже до прихода Мессии. Это следует, например, из слов комментария Раши на книгу пророка Иезекиила о том, что описание Храма нужно «для того, чтобы сумели его построить в нужный час». Во всяком случае, Раши, в своём комментарии на Танах и Талмуд, неоднократно пишет о том, что заповедь возведения Храма дана еврейскому народу на все времена. Маймонид в своих трудах также утверждает, что заповедь возведения Храма остаётся актуальной во всех поколениях.
По этой причине многие (в их числе, р. Шломо Горен, р. Шимон Баадани, р. Исраэль Ариэль и другие) считают, что никакая гипотетическая ситуация (которая, может быть, и возможна, однако не обязательна) не может, согласно их пониманию Раши и Маймонида, отрицать обязанность возведения Храма еврейским народом и, тем самым, отменить заповедь Торы. По их мнению, назначение царя было способно задержать лишь строительство первого Храма, который должен был обозначить «место, которое изберёт Господь». Однако, с тех пор, как это место стало известно, уже нет насущной необходимости в царе Израиля, как её не было и при строительстве второго Храма.